# モーリス・エウィット
モーリス・エウィット（Maurice Hewitt, 1884年10月6日 - 1971年11月7日）は、フランスのヴァイオリン奏者、指揮者。
アニエール＝シュル＝セーヌの生まれ。
パリ音楽院でヴァイオリンを学び、トゥーレ四重奏団、サイレ四重奏団、ドーソン四重奏団のメンバーを経て、1918年にカペー四重奏団に加わり、第4次カペー四重奏団ではColumbiaに優れた室内楽を録音している。1929年にカペーが死亡するが、自らが第1ヴァイオリンになり、新たに第2ヴァイオリンのメンバーを加入させ、エウィット4重奏団として1943年迄は続けていた 。また、エウィット室内管弦楽団を創設している。
1940年からレジスタンス活動にも従事し、1943年にナチス・ドイツ軍の捕虜としてブーヘンヴァルト強制収容所に送られたという経歴も持つ。
捕虜から放たれると、第二次世界大戦後は、エウィット室内管弦楽団を率いて、1950年代まで演奏活動を続けた。
パリにて没。